# Xã Capital, Quận Hutchinson, South Dakota
Xã Capital (tiếng Anh: Capital Township) là một xã thuộc quận Hutchinson, tiểu bang Nam Dakota, Hoa Kỳ. Năm 2010, dân số của xã này là 80 người.